# Connarus jaramilloi
Connarus jaramilloi är en tvåhjärtbladig växtart som beskrevs av E. Forero. Connarus jaramilloi ingår i släktet Connarus och familjen Connaraceae. Inga underarter finns listade i Catalogue of Life.